# Ulmer Zelt

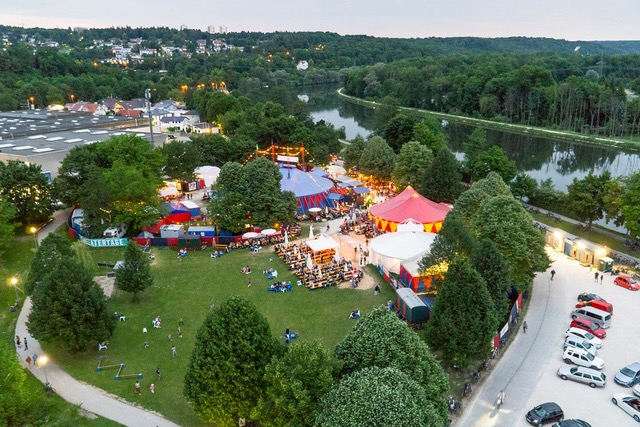
Ulmer Zelt (2019)

Das Ulmer Zelt ist ein Kulturfestival, das seit 1987 jährlich von Ende Mai bis Anfang Juli in der Ulmer Friedrichsau durchgeführt wird.

## Geschichte
Das erste Festival wurde 1985 als „Ulmer Alternative Kulturwoche“ an wechselnden Plätzen veranstaltet. 1987 öffnete das erste Zelt beim Volksfestplatz in der Friedrichsau. Im Laufe der Jahre wurde das Angebot erweitert – nach und nach kamen kostenlose Auftritte regionaler Musiker, eine Kinder-Aktionswiese, ein Kinderprogramm, ein Biergarten mit mehreren gastronomischen Betrieben und Flohmärkte hinzu.

## Trägerschaft und Finanzierung
Träger des Ulmer Zelts ist der Verein zur Förderung der freien Kultur Ulm e. V., der im Wesentlichen aus ehrenamtlichen Mitgliedern besteht und momentan 3 Angestellte beschäftigt. Zusätzlich werden während einer Spielzeit Honorarkräfte beschäftigt. Künstlerische Leiterin des Ulmer Zelts ist seit 2022 Cordula Baier.
Neben den Einnahmen durch Eintrittsgelder und Gastronomie erhält das Ulmer Zelt Zuschüsse der Stadt Ulm (2018 52.000 Euro) und des Landes Baden-Württemberg (2018 26.000 Euro). Zu einem wesentlichen Teil der Finanzierung tragen Sponsoren und der Förderverein „Freunde des Ulmer Zelts e. V.“ bei. Der Förderverein wurde 1992 vom Ulmer Politiker Martin Rivoir gegründet und wird seitdem von diesem geleitet.

## Sonstiges
Das große Zelt fasst über 1000 Zuschauer (stehend). Die Abendveranstaltungen werden jährlich von rund 20.000 Personen besucht. Insgesamt wird das Festival pro Jahr von rund 70.000 Besuchern genutzt; 2018 und 2019 waren rund 86.000 Menschen gezählt worden. Der Aufbau beginnt Ende April, der Abbau läuft bis zwei Wochen nach der Spielzeit.

## Künstler

### 37. Zelt 2025

#### Hauptprogramm
ABBA 99, Ami Warning, Annisokay, Bodo Wartke, Daniel Herskedal Trio, Deine Cousine, Dirkschneider, Elemental, Eva Karl Faltermeier, Federspiel, Grandbrothers, Grossstadtgeflüster, High Voltage!, Klangphonics, Leif de Leeuw Band, Latvian Voices, Luca Bassanese & La Piccola Orchestra Popolare, Manfred Mann’s Earth Band, Maxi Schafroth, Milow, Mohammad Reza Mortazavi, New Model Army, Omar Sosa Quarteto AfroCubano, Rebekka Bakken Band, René Sydow, Schmutzki, Shout Out Louds, Teresa Bergman, The Kilkennys, Thorbjørn Risager & The Black Tornado, Timo Wopp, Wilfried Schmickler, Youn Sun Nah & Bojan Z, Zimmer90

#### Kinderprogramm
Clown Otsch, Herbert & Mimi: Die Jukebox, kirschkern Compes & Co.: Das NEINhorn, kirschkern Compes & Co.: Heidi, Raketen Erna, Schaubühne Augsburg: Der kleine Wassermann, Schaubühne Augsburg: Meister Eder und sein Pumuckl, Tamalan Theater: Der gestiefelte Kater, Tamalan Theater: Die Bremer Stadtmusikanten, Tobi van Deisner
In der Presse wurde das 37. Zelt als besonders erfolgreiches Jahr mit 70.000 Zuschauern und ausreichenden Einnahmen gewürdigt.

### 36. Zelt 2024

#### Hauptprogramm
Aeham Ahmad, Altan, Brandt Brauer Frick, Dekker, Die Schlagzeugmafia, Christian Ehring, Bia Ferreira, Gogol & Mäx, Granada, HE/RO & Ness, Daniel Herskedal, High Voltage, Kaffkiez, Kissin' Dynamite, LaBrassBanda, Nils Landgren Funk Unit, Mono Inc., Naturally 7, Nomfusi, Herbert Pixner & the Italo Connection, Popa Chubby, Uli Jon Roth, Harald Schmidt, Florian Schroeder, Christoph Sieber, Simone Solga, The Hooters, Tingvall Trio, Max Uthoff, WADOKYO, Warren Haynes Band, Well-Brüder aus'm Biermoos, Welshly Arms, Nik West

#### Kinderprogramm
Das Dschungelbuch, Hans im Glück, Der Hase und der Igel, Herbert & Mimi: Endlich Sonntag!, Maruti Quintett: Hänsel und Gretel, Der Maulwurf Grabowski, Randale, Der Waschlappendieb

### 35. Zelt 2023

#### Hauptprogramm
Ätna, Blind Guardian, Botticelli Baby, Calexico, ClockClock, Die bekannte Band Zärtlichkeiten mit Freunden, Farid, Fortuna Ehrenfeld, FREE VIVALDI, Füenf, Hagen Rether, Helmfried von Lüttichau, High Voltage – Best of Varieté, Hubert von Goisern, Juli, Kakkmaddafakka, Kíla, Larkin Poe, Lars Reichow, Light in Babylon, Masaa, Max Uthoff, Megaloh, PYANOOK feat. Nils Petter Molvaer, Royal Blood, RPWL, Steiner & Madlaina, The Gardener & the Tree, The Next Movement, The Nina Simone Story, Une touche d’optimisme, Willy Astor und Freunde, Wilfried Schmickler, Wolfmother

#### Kinderprogramm
Die Blindfische, Herbert & Mimi: Kraut und Ruibn, Herbert & Mimi: Rotkäppchen reloaded, Markus Rohde & Band: Wir sausen los – Ein Tag voller Musik, Schaubühne Augsburg: Komm, wir finden einen Schatz!, Tamalan Theater: Froschkönig, Tamalan Theater: Rumpelstilzchen, Theaterkumpanei Kitz: Albin und Lila, Württembergische Landesbühne Esslingen: Rico, Oskar und der Diebstahlstein

### 34. Zelt 2022

#### Hauptprogramm
Andreas Rebers, Christian Ehring, Colosseum, Fatoni, Folkshilfe, Gardi Hutter, Gregor Meyle, High Voltage, Joo Kraus, Julia Hülsmann Oktett, King King, Kraan, Leléka, Les Yeux d’la tête, Lily Dahab, Mànran, Martina Schwarzmann, Michael Hatzius, Mighty Oaks, Niedeckens BAP, Moop Mama, Ohne Rolf, Onair, Pippo Pollina & Palermo Acoustic Quintet, Querbeat, Saga, Snarky Puppy, Stefanie Heinzmann, The Neal Morse Band, The Ukulele Orchestra of Great Britain, Tobias Friedrich und Moritz Krämer mit Band, Toni Bartls Alpin Drums, Ulan und Bator, Ulm moves, Wallis Bird, Yasi-Hofer-Trio

#### Kinderprogramm
BamBamBand, Detlef Winterberg mit Magdalena Meier, Sandra Obermeier, Fabio Esposito und Fritz Weinert, kirschkern Compes & Co., Loraine Iff, Pelemele, Tamalan Theater

### 2021
entfallen

### 2020
entfallen

### 33. Zelt 2019
An Horse, Anna Calvi, Axel Rudi Pell, Banshees, Bluesproject, Bodecker & Neander, Bolz & Knecht, Christoph Sieber, Daimler Swing Ensemble, Danny Bryant mit Big Band, Donald Funk, Elif & Çok Güzel Band, Gardi Hutter, Get Well Soon Big Band, Grandbrothers, Hackberry, High Voltage, Huun-Huur-Tu, Jasmin Tabatabai und David Klein Quartett, JazzUp!, Jess Jochimsen, JCM, Kante Ulm, Käptn Peng & Die Tentakel von Delphi, Keb’ Mo’, Kettcar, Magnetfeld, Manu Katché, Mijo, Mogli, Nektarios Vlachopoulos, Niedeckens BAP, Parcels, Playin' Tachles, Pless Jazz Trio, Queenz of Piano, Randale, Roadstring Army, Samba Pouco Louco, Seiler und Speer, Stefanie Heinzmann, The Dirty Chords Big Band, The Kilkennys, The Kiss'n'Kills, The Ukulele Orchestra of Great Britain, Tom Walker, Tower of Power, Uli Keuler, Van Holzen & The Intersphere, Von Wegen Lisbeth, Vocal Sampling

### 32. Zelt 2018
Anna Depenbusch, Asaf Avidan, Backyard Babies, Calexico, China Moses, Donots, Dunkelbunt, Fünf Sterne Deluxe, Gisbert zu Knyphausen, Hagen Rether, Hannah Epperson, Hannes Ringlstetter, Jesper Munk, Katie Freudenschuss, Luke Noa, Maxi Schafroth, Marcus Miller, Meret Becker, Naturally 7, Nazareth, Pam Pam Ida, Radio Doria, Skinny Lister, The Marcus King Band, The Rapparees, Tim Vantol, Torpus & the Art Directors, Versengold, Walter Trout

### 31. Zelt 2017
Abdelkarim, About Ally, Ana Popović, Andreas Kümmert, Andreas Rebers, Big Band Ulm, Bluesnake, Bosse, Die Happy, Faada Freddy, Faun, Federspiel, Fiva & Jazzrausch Bigband, Gelbe Saiten, Ginkgoa, Gisela João, Gregor Meyle, Grup Huub, Helgi Jónsson, Herbert Pixner Projekt, Jethro Tull’s Ian Anderson, Jazzmichl, Josef Hader, Kris Kristofferson, Laith Al-Deen, Laura Bellon, Maeckes & die Katastrophen, Martin Kohlstedt, Mesinke, Michael Hatzius, Mighty Oaks, Nils Wülker, Olimpia & the Diners, Philip Bölter, Pippo Pollina & Palermo Acoustic Quintet, Rolf Miller, Royal Republic, Seven, Takeifa, The Notwist, The Phans, Walking Pace

### 30. Zelt 2016
Arrive, BamBamBand, Carrousel, Charles Bradley, Das Alma, Die Blindfische, Doro, Electric Swing Circus, Frank Turner, Gary Clark junior, Gov't Mule, Granada, Jazzspätzla, Jochen Malmsheimer, Khebez Dawle, Kontra K, Liffey Looms, ManDiva, Mandy Strobel, Maria Serrano, Matthias Egersdörfer, Moop Mama, Namika, Nina Attal, Ohne Rolf, Philip Bölter, Philip Simon, Queenz of Piano, RedCat, Rigna Folk, Roadstring Army, Simon Phillips Protocol, Sophia, Sportfreunde Stiller, Stefanie Heinzmann, Stepfather Fred, SWR-Bigband feat. Joo Kraus, The Gravy Club, Tocotronic, Vintage Trouble, von Brücken, We Banjo 3, Willy Astor

### 29. Zelt 2015
Ana Popović, Anna Mateur & The Beuys, Babylon Circus, Calexico, Carlos Núñez, Caró, Cristina Branco, Christine Prayon, Chumba Lama, Clem Clempson Band feat. Chris Farlowe, Die Orsons, East Cameron Folkcore, Fink, Hagen Rether, Honig, Javier Herrera Trio, Josie, Kill It Kid, Kofelgschroa, Konstantin Wecker, La Strada, Laith Al-Deen, Lars Reichow, Les Tambours du Bronx, Mark Forster, Maxi Schafroth, Michael Schenker's Temple of Rock, Mike Zito & Samantha Fish, Mira Wunder, Moop Mama, Nikki Hill, Olimpia & the Diners, Onair, Rope Skipping, Sarah Straub, Simone Solga, Suit Up, The Arkanes, The Hooters, The Kilkennys, The Vintage Caravan, Triano Gyptano, Unit 5, Unus, Velvet Venus, Wirtnix, Young Rebel Set

### 28. Zelt 2014
2raumwohnung, Afenginn, Al Jovo & Lea, Anderstrom, Andreas Thiel, Bassekou Kouyate & Ngoni ba, brassmaniacs, Dollmetscher, Django 3000, Eberhard Göler Trio, Elektrik Kezy Mezy, Flytrap, Foghorn Stringband, Fuzzgun, Götz Alsmann, huberhessetrio, Jesper Munk, Jochen Malmsheimer, Joe Satriani, Judith Holofernes, Kummerbuben, Länderspiel, Les Yeux d'la Tête, Lizzy Aumeier, Mànran, Maxim, Mick Pini, Moody Man, Movits!, Nigel Kennedy, Nighthawks, Peter Pux, Pippo Pollina Trio, Queen Mum and the Kings of Rhythm, Qunstwerk, Roger Willemsen, Rope Skipping, Saltatio Mortis, Scorpion Child, Sigi Zimmerschied, Stefan Waghubinger, SLIXS, StrassJazz, The Arkanes, The Kyteman Orchestra, The Rifles, Torpus & the Art Directors, Unicore, Útidúr

### 27. Zelt 2013
5DaysLost, Al Di Meola, Andreas Rebers, Banshees, Barbara Moreno Duo, Bernd Meyerholz und die Kunterbänd, City Swingtett, Claus von Wagner, DC JazzLab, Fatoumata Diawara, Funkoustic, Gato Sorriso & Friends, Godfrey and the Grand Sons, Huberhessetrio, Imam Baildi, Inga Rumpf, Junksista, Kadavar, LebiDerya, Long Distance Calling, Luise Kinseher, Madsen, Martinicca Boison, Master Drummers of Burundi, Mick Pini, Monsieur Periné, New Model Army, Novaspheere, Old Blind Dogs, Planeausters, Rigna Folk, Royal Southern Brotherhood, Sebastian Pufpaff, Team Me, The Deadly Gentlemen, The Larry Carlton Quartet, The Ukulele Orchestra of Great Britain, Thees Uhlmann, Tina Dico, Tobias Mann, Torpus & The Art-Directors, Uriah Heep

### 26. Zelt 2012
17 Hippies, Ass-Dur, Baskery, Bodecker & Neander, Boy, Cara, Cäthe, Companie Catarina Mora, Deolinda, DeWolff, Dobet Gnahoré, Donots, Gabby Young & Other Animals, Get Well Soon, Helmut Schleich, !High Voltage!, HMBC, Joan Soriano Bachata, Josef Hader, Jupiter Jones, Les Yeux d'La Tête, Keb’ Mo’, The Kenny Wayne Shepherd Band, Max Uthoff, Naturally 7, Rainald Grebe, Roxy Open Stage, RPWL, Spark, Tab Two, The Gaslight Anthem, Tiemo Hauer, Yes Sir Boss, Zärtlichkeiten mit Freunden

### 25. Zelt 2011
Alin Coen Band, Alphaville, Arrested Development, Bauchklang, Blechschaden, Blues Caravan, Bosse, Camille O’Sullivan, Colosseum, Frank Lüdecke, Gardi Hutter, Hagen Rether, !High Voltage!, Johnny Winter, Karamelo Santo, Katzenjammer, Kim Wilde, Kraan, Leo Bassi, Manu Katché, Max Mutzke, Michael Altinger & Band, Ohne Rolf, Omnia, OqueStrada, Quadro Nuevo, Red Hot Chilli Pipers, Roxy Open Stage, Schandmaul, The Brew, The Crooked Fiddle Band, Thin Lizzy, Tina Dico, Ursus & Nadeschkin, Yinon Muallem & Rast Ensemble

### 24. Zelt 2010
Annamateur & Außensaiter, Birth Control, Cajun Roosters 3/Lost Bayou Ramblers, David Orlowsky Trio, Erja Lyytinen, Gerhard Polt & Biermösl Blosn, GlasBlasSing Quintett, Hazmat Modine, Irie Révoltés, LaBrassBanda, Oropax, Ottfried Fischer, Panteón Rococó, Rajaton, Saltatio Mortis, Saint Lu, Simone Solga, Sväng, The Baseballs

### 23. Zelt 2009
ASP, Cajun Roosters/Ludwig Seuss Band, Canned Heat, Chiwoniso, Cristina Branco, Dahuawadameierundi, Eliana Burki, Füenf!, Gary Moore/Otis Taylor, German Brass, Gianmaria Testa, Girlschool/Uli Dumschat & Josoa Kohn, Gocoo, Götz Alsmann, Jan Josef Liefers, Jane, Karan Casey, Kolsimcha, Lappen weg! - Frauen ohne Regeln, Les Hurlements d’Léo, Mathias Tretter, Mother’s Finest, Carl Carlton & Songdog, Paul Carrack/Cordula Wegerer Band, René Marik, Saga, Shantel & Bucovina Club Orkestar, The Spencer Davis Group, Thomas D, UFO/Yasi, Urban Priol, Uwe Steimle, Violons Barbares

### 22. Zelt 2008
Adingkra, Al Jarreau, Alan Parsons Live Project, Arthur Und August, Astray Path, Barbara Moreno & Marcus Munzer-Dorn, Beoga, Big Band Cooperation, Blamasch, Bülent Ceylan, Clockwork Blue, Chris Thompson & Mads Eriksen Band + Yasi, Cordula Wegerer Band, Die Happy + Benzin, Empty Trash, Florian Schroeder, Funky Site, Get Well Soon + :nufa, Giorgio Conte, Götz Alsmann, Habib Koité & Bamada, Hämmerle Meets Ernst & Heinrich, Hazmat Modine, Infamous Stringdusters, Jazz In Time, Jess Jochimsen & Sascha Bendiks, Jochen Busse & Henning Venske, Joshua Kadison, Jumping Jo, Kansas, Konstantin Wecker & Pippo Pollina, Ma Valise, Maria Mena, Nazareth, Neuland, Open Stage, Patrik Cottet-Moine, Peckinpahs, Philipp Zappel, Polkaholix, Quadro Nuevo, Radio free FM - Radio Live Vom Ulmer Zelt, Rebecca Carrington, Rockapella, Rock'n Woll, Schandmaul, Serrando, Spock's Beard, The Hamburg Blues Band feat. Chris Farlowe & Clem Clempson, The Universal Power Supply, Tomte, Ulmer Big Band, Ursus & Nadeschkin, Värttinä & Halogeeni, Wortkunstlauf

### 21. Zelt 2007 (unvollständig)
BAP, Blechschaden, Colosseum, Gráda, Hagen Rether, Hämmerles Mittsommerkabarett, Itchy, Madsen, Manolito Simonet y su Trabuco, Martin Jondo, Reiner Kröhnert, Taj Mahal, Ten Years After, The Wilders, Tok Tok Tok

### 20. Zelt 2006
Afro-Cuban All Stars, Albie Donnelly's Supercharge, Alfons, Ania Losinger, Aziza Mustafa Zadeh, Basta, Bettina Castaño, Bettye LaVette, Bukowski Waits For You, Calexico, Chris Farlowe & The Norman Beaker Band, DAAU, DePhazz, Deluxe Records-crew Feat. Samy Deluxe, Dieter Hildebrandt & Die Philharmonischen Cellisten, Domenico Strazzeri, Erika Stucky, George Clinton Parliament Funkadelic, Hämmerle’s Elvis & Swr4 Band, Herbie Hancock, Hiram Bullock, Joe Satriani, José Feliciano, Joshua Kadison, Kaizers Orchestra, Kraan, Les Babacools, Les Tambours Du Bronx, Lila Downs, Magdalena + Marina Müllerperth & Frank Düpree, Natacha Atlas, Peter Spielbauer, Revolverheld, Ronnie James Dio, Sigi Zimmerschied, Sissi Perlinger, Tinariwen, Yann Tiersen

### 19. Zelt 2005 (unvollständig)
Altan, Bright Eyes, Krokus, Leslie Mandoki, Saga, Siggi Schwarz Band, The Faint, Willy DeVille

### 18. Zelt 2004 (unvollständig)
Bill Wyman’s Rhythm Kings, Colosseum, Die Happy, Gerhard Polt, Haindling, Helen Schneider, Helge Schneider, Lambchop, Steve Winwood, Stiller Has, Valerie Smith

### 17. Zelt 2003 (unvollständig)
Al di Meola, Candy Dulfer, Dick Brave & the Backbeats, Gianna Nannini, Gotthard, H-Blockx, Hellmut Hattler, Johnny Winter, MonacoBagage, Paul Nelson, Sam Ragga Band, Tanzwut, The Hooters

### 16. Zelt 2002 (unvollständig)
Angélique Kidjo, Bob Geldof, Boban Marković Orkestar, Corvus Corax, Gentleman, Heather Nova, Lambchop, Lisa Stansfield, Maceo Parker, Orange Blue, The Temptations

### 15. Zelt 2001 (unvollständig)
Biermösl Blosn, Candy Dulfer, Deichkind, Die Happy, In Extremo, Laith Al-Deen, Leningrad Cowboys, Manfred Mann’s Earth Band, The Flying Pickets, Tony Martinez & The Cuban Power

### 13. Zelt 1999 (unvollständig)
Burning Spear, Calexico, Heather Nova, Yothu Yindi